# Luigi Bussetti
Luigi Bussetti (Alessandria, 10 dicembre 1925) è un ex calciatore italiano, di ruolo difensore.

## Carriera
Con la maglia dell'Alessandria disputa nove campionati, debuttando giovanissimo in Serie B nella stagione 1942-1943 e, dopo altre due stagioni tra i cadetti a partire dal 1948-1949, retrocede in Serie C nel 1950. Sempre con l'Alessandria, torna in Serie B al termine della vittoriosa stagione 1952-1953, e gioca per altre tre stagioni.
Con i grigi totalizza 90 presenze e 2 gol nei sei campionati di Serie B complessivamente disputati.
Dopo un infortunio ad un piede, smette di giocare con l'Alessandria e termina la carriera con la Veloce Savona.